# Почапово (Барановичский район)
Поча́пово (бел. Пачапава) — агрогородок в Барановичском районе Брестской области Белоруссии. Административный центр Почаповского сельсовета. Население — 139 человек (2019).

## География
Почапово находится в 28 км к северо-западу от центра города Барановичи и в 26 км к югу от Новогрудка. В 2 км проходит граница с Гродненской областью. Местность принадлежит к бассейну Немана, через село протекает река Своротва. Село соединено местными дорогами с окрестными населёнными пунктами, ближайшая ж/д станция в Молчади (линия Барановичи — Лида).

## История
В XVIII веке имение рода Корсаков в составе Речи Посполитой. В результате второго раздела Речи Посполитой (1793) деревня вошла в состав Российской империи, центр волости Новогрудского уезда.
В 1863 году открыто народное училище. В 1867 году построена приходская Свято-Покровская православная церковь. В первой половине 1880-х годов 20 дворов, 204 жителя, работали волостное правление, народное училище, православная церковь, за 3 версты от села находился винокуренный завод.
Согласно Рижскому мирному договору (1921) Почапово вошло в состав межвоенной Польши, принадлежали Новогрудскому повету Новогрудского воеводства.
С 1939 года деревня в составе БССР. С 1940 года — центр сельсовета.
В Великую Отечественную войну с конца июня 1941 года до июля 1944 года оккупированы немецко-фашистскими захватчиками. Убито двадцать жителей, разрушено 63 дома. Частично сожжена в войну, после войны отстроена. В 1998 году здесь было 62 двора и 283 жителя.

## Население
| Численность населения (по переписи) | Численность населения (по переписи) | Численность населения (по переписи) | Численность населения (по переписи) | Численность населения (по переписи) | Численность населения (по переписи) | Численность населения (по переписи) | Численность населения (по переписи) |
| 1909                                | 1921                                | 1939                                | 1959                                | 1970                                | 1999                                | 2009                                | 2019                                |
| ----------------------------------- | ----------------------------------- | ----------------------------------- | ----------------------------------- | ----------------------------------- | ----------------------------------- | ----------------------------------- | ----------------------------------- |
| 345                                 | ↘229                                | ↗311                                | ↘302                                | ↗313                                | ↘292                                | ↘212                                | ↘139                                |

## Достопримечательности

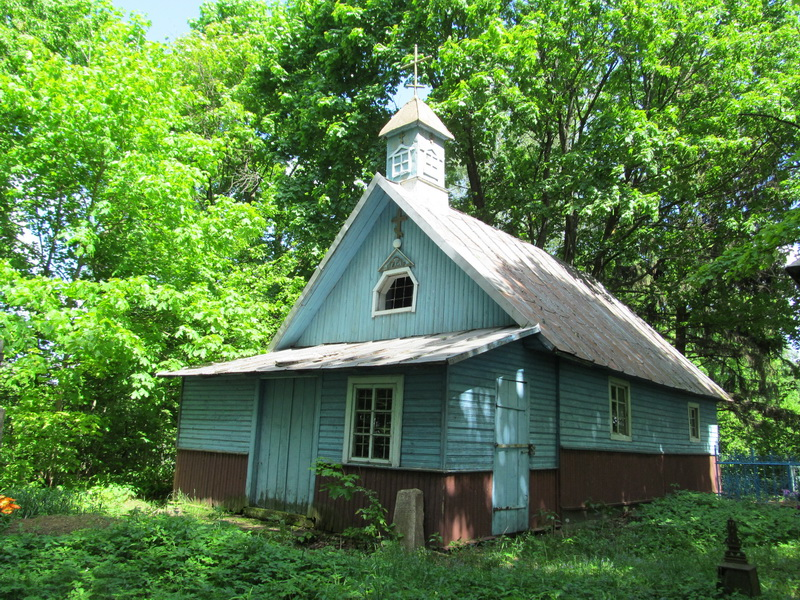
Николаевская часовня

- Православная Покровская церковь (1867 год). Окружена каменной оградой с воротами и башенками XIX века.
- Деревянная православная часовня св. Николая на кладбище (XIX век).
- Братская могила партизан. Похоронены 9 партизан (все известны), погибших в боях с немецкими войсками в 1941—1944 годах. В 1983 году на могиле установлен обелиск.

#### Памятник, скульптура
- Памятник землякам. Для увековечения памяти 84 земляков, погибших в годы Великой Отечественной войны. В 1975 году установлен обелиск[5].